# Albert Jacquot
Étienne Charles Albert Jacquot (Nancy, 18 de septiembre de 1853 - Nancy, 26 de agosto de 1915) fue un lutier e historiador de arte y música francés, especializado en la historia artística de la región de Lorena.

## Biografía
En 1869 se hizo cargo del taller de lutería de su padre en Nancy. En 1880 se casó con Jeanne Allan, nieta de la actriz de la Comédie-Française Louise Rosalie Allan-Despréaux, y fue designado presidente delegado de la Fundación Taylor de artistas músicos de Nancy.
En 1882 publicó su primer libro, La Musique en Lorraine, étude rétrospective d'après les archives locales e ingresó como miembro a la Sociedad Arqueológica de Lorena.
Participó en la Exposición Universal de París de 1889, en la Exposición Francesa de Moscú de 1891 y en la Exposición General de las Bellas Artes de Bruselas (Salón de Bruselas) de 1907. En 1900 fue miembro del jurado y reportero general de la Exposición centenaria y retrospectiva de París y en 1903 se le concedió el Gran Premio de la Exposición de Hanoi.
También recibió la Orden de las Palmas Académicas en 1880, fue nombrado Oficial de la Instrucción Pública en 1888, Caballero de la Orden de Leopoldo de Bélgica en 1900, Caballero de la Orden de Santa Ana de Rusia en 1901 y Caballero de la Legión de Honor en 1903.

## Obras
- La Musique en Lorraine, étude rétrospective d'après les archives locales. París: Quantin et Fischbacher, 1882.
- Anoblissement d'artistes lorrains. Nancy : Sidot, 1885.
- Guide de l'art instrumental, dictionnaire pratique et raisonné des instruments de musique anciens et modernes, indiquant tout ce qui se rapporte aux différents types d'instruments en usage depuis l'époque la plus reculée jusqu'à nos jours. París: Fischbacher, 1885, decorado con 31 dibujos.
- Les Graveurs lorrains. París: Plon-Nourrit et Cie, 1889.
- Un bas-relief ignoré. París: Plon-Nourrit et Cie, 1889.
- Pierre Woeïriet, les Wiriot, Woeïriot, graveurs lorrains. París: Plon-Nourrit et Cie, 1892.
- Notes sur Claude Déruet, peintre et graveur lorrain. París: Plon-Nourrit et Cie, 1894.
- Les Médard, luthiers lorrains. París: Fischbacher, 1896.
- Le Peintre lorrain Claude Jacquard, suivi de Un protecteur des arts, le prince Charles-Alexandre de Lorraine. París: Plon-Nourrit et Cie, 1896.
- Les Adam, les Michel et Clodion, sculpteurs lorrains. París: Plon-Nourrit et Cie, 1898.
- Charles Eisen, graveur. París: Plon-Nourrit et Cie, 1899.
- Essai de répertoire des artistes lorrains, peintres, peintres-verriers, faïenciers, émailleurs. París: Plon-Nourrit et Cie, 1900.
- Essai de répertoire des artistes lorrains, sculpteurs. París: Plon-Nourrit et Cie, 1901.
- Essai de répertoire des artistes lorrains, architectes, ingénieurs, maîtres d'œuvre, maîtres-maçons. París: Plon-Nourrit et Cie, 1902.
- Essai de répertoire des artistes lorrains, les musiciens, chanteurs, compositeurs, etc. París: Plon-Nourrit et Cie, 1903.
- Essai de répertoire des artistes lorrains, les comédiens, les auteurs dramatiques, les poètes et les littérateurs lorrains. París: Plon-Nourrit et Cie, 1904.
- Essai de répertoire des artistes lorrains, les graveurs. París: Plon-Nourrit et Cie, 1906.
- Essai de répertoire des artistes lorrains, les orfèvres, les joailliers, les argentiers, les potiers d'étain lorrains. París: Plon-Nourrit et Cie, 1906.
- Essai de répertoire des artistes lorrains, les brodeurs, les tapisseries de haute lisse. París: Plon-Nourrit, 1906.
- Le Mobilier, les Objets d'art des châteaux du roi Stanislas, duc de Lorraine. París: Plon-Nourrit et Cie, 1907.
- Essai de répertoire des artistes lorrains, les ferronniers, serruriers d'art, fondeurs, horlogers, mécaniciens. París: Plon-Nourrit et Cie, 1909.
- Essai de répertoire des artistes lorrains, les facteurs d'orgues et de clavecins. París: Plon-Nourrit et Cie, 1910.
- Documents sur le théâtre en Belgique, sous le gouvernement du prince Charles-Alexandre de Lorraine. París: Plon-Nourrit et Cie, 1911.
- Essai de répertoire des artistes lorrains, imprimeurs, relieurs. París: Plon-Nourrit et Cie, 1912.
- La Lutherie lorraine et française depuis ses origines jusqu'à nos jours d'après les archives locales. París: Fischbacher, 1912.
- Essai de répertoire des artistes lorrains, les dessinateurs et directeurs de jardins, intendants et directeurs des parterres, des bosquets, fontaines et jets d'eau des ducs de Lorraine. París: Plon-Nourrit et Cie, 1913.